# Hosszúfarkú macska

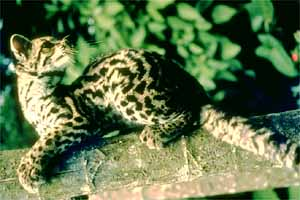
Margay a Corcovado Nemzeti Parkban (Costa Rica)

A hosszúfarkú macska (Leopardus wiedii), vagy margay, a ragadozók (Carnivora) rendjébe, azon belül a macskafélék családjába tartozó faj.

## Elterjedése
A hosszúfarkú macska Közép- és Dél-Amerikában honos.
Mexikótól Argentínáig vándorol az esőerdőkben. 1850-ben egy alkalommal a Texas állambeli Eagle Pass közelében is feltűnt. A pleisztocén kori kövületek azt bizonyítják, hogy őseinek élettere néhány ezer évvel korábban kiterjedt erre a területre is.

## Alfajok
Jelenleg az alábbi alfajok ismertek:
- Leopardus wiedii amazonicus – Nyugat-Brazília, Peru középső területei, Kolumbia és Venezuela
- Leopardus wiedii boliviae – Bolívia
- Leopardus wiedii cooperi – Észak-Mexikó
- Leopardus wiedii glauculus – Közép-Mexikó
- Leopardus wiedii nicaraguae – Honduras, Nicaragua, Costa Rica
- Leopardus wiedii oaxacensis – Dél-Mexikó
- Leopardus wiedii pirrensis – Panama, Kolumbia, Ecuador, Peru
- Leopardus wiedii salvinius – Chiapas, Guatemala, Salvador
- Leopardus wiedii yucatanius – Yucatán-félsziget
- Leopardus wiedii wiedii – Kelet- és Közép-Brazília, Paraguay, Uruguay, Észak-Argentína

## Megjelenése
A hosszúfarkú macska nagyon hasonlít az ocelotra, habár feje valamivel kisebb, farka hosszabb és a farkon lévő pettyes mintázat eltérő. Teste a fejét is beleszámítva 45-80 centiméter hosszú, farka 33-51 centiméter, marmagassága pedig 30-35 centiméter. Tömege 2,5-4 kilogramm.

## Életmódja
Magányosan élő, éjszakai ragadozó. Sokkal ügyesebb mászó, mint rokonai, ezért faocelotnak is nevezik. Az ocelottal szemben, amely a talajon üldözi a zsákmányát, a hosszúfarkú macska szinte egész életét a fákon tölti, ugrálva és madarakat, majmokat, lajhárokat, mókusokat, oposszumokat, gyíkokat, valamint falakó békákat ejtve el a lombok között. Néha előfordul, hogy madártojást, ízeltlábúakat vagy növényi táplálékot, például gyümölcsöt fogyaszt. A ködfoltos párduc mellett egyike a két macskafajnak, amelynek bokacsontja olyan rugalmas, hogy akár 180 fokban is elfordítható, így fejjel lefelé is mászhat a fákon. Létezik beszámoló arról, hogy képes akár egyetlen mancsával megkapaszkodva is megtartani magát.
A margay magányosan él, territóriumának területe nagyjából 15-43 négyzetkilométer. Élettartama körülbelül 13-18 év.

## Szaporodása

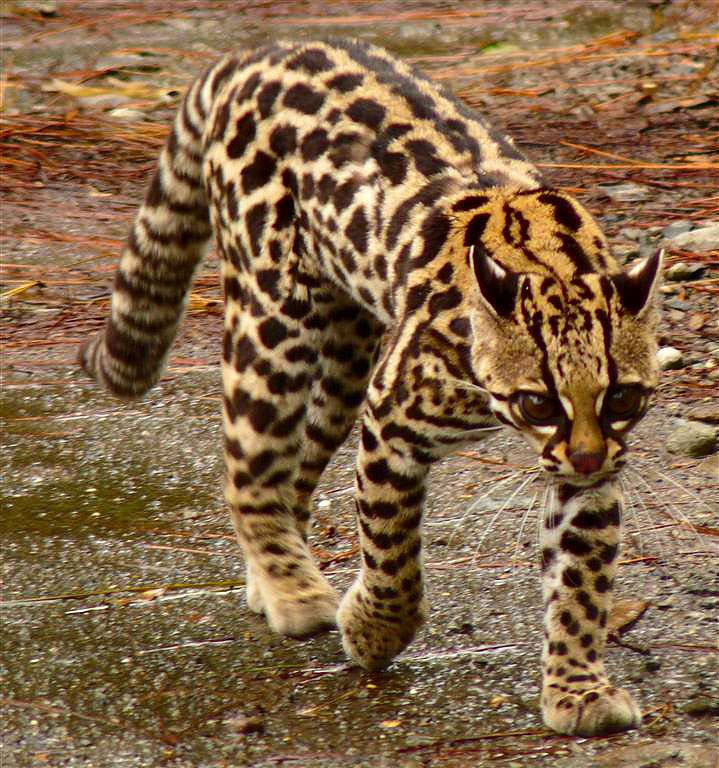

Évente egyszer szaporodik. A nőstény 76-84 napos vemhesség után 1-2 utódnak ad életet. A kölyköket az anya 8 hetes korukban választja el.